# Локомотив-Перово
«Локомоти́в-Перо́во» — футбольный стадион в Москве. Принадлежит негосударственному образовательному учреждению «Центр спорта и образования «Локомотив» и является домашним стадионом молодёжной команды московского «Локомотива», вместимость 1300 зрителей.
На стадионе проходят занятия футбольной школы «Локомотив-2», также поле сдаётся в аренду.

## Местоположение
Стадион находится в районе Перово Восточного административного округа, на территории Перовского парка. Ближайшая станция метро — «Перово».

## История
Стадион расположен на территории, входившей в состав усадьбы Перово. В этой части был разбит пейзажный парк. После падения монархии в Российской империи и захвата власти большевиками поместье в 1918 году было национализировано. От усадьбы остались только церковь и парк, который с 1938 года назывался парком Перовского вагоноремонтного завода.
В период войны 1941—1945 годов в парке находилась зенитная батарея, прикрывавшая железнодорожную станцию Перово, в результате чего парк сильно пострадал из-за бомбардировок. В 1947 году парк был заново благоустроен и получил статус городского парка культуры и отдыха. На наиболее пострадавшей части парка построен стадион локомотиворемонтного завода.
В 1960 году город Перово был включён в состав Москвы и стал районом Перово.

## Транспорт
От станции метро «Шоссе Энтузиастов» — автобус № 659, от станции метро «Перово» — автобусы № 7, № 617, № 659.